# Kościół Matki Bożej Anielskiej w Warszawie (Radość)
Kościół Matki Bożej Anielskiej w Warszawie – rzymskokatolicki kościół parafialny należący do parafii pod tym samym wezwaniem (dekanat aniński diecezji warszawsko-praskiej). Znajduje się w warszawskiej dzielnicy Wawer, na osiedlu Radość.
Budowa świątyni według projektu architekta inżyniera Paszkiewicza została rozpoczęta w 1922 roku, dzięki staraniom obywateli działających w większości w Stowarzyszeniu Miłośników Letniska Radość. W 1930 roku władze duchowne mianowały ks. Bronisława Lewandowskiego rektorem świątyni. To on podciągnął mury do wysokości stropu, natomiast ks. Łuczak doprowadził prace budowlane do końca i pokrył dach blachą cynkową. Kolejny proboszcz, ksiądz Stanisław Jaczewski, otynkował wnętrze świątyni. Następny duszpasterz, ksiądz Aleksander Biernacki założył centralne ogrzewanie. Kościół został konsekrowany przez kardynała Stefana Wyszyńskiego w dniu 4 sierpnia 1957 roku. W 1959 roku pod prezbiterium zostały urządzone dwie salki katechetyczne. W latach 1962–1963 została wzniesiona wieża według projektu profesora Stanisława Marzyńskiego, w której znajdują się dwa dzwony odlane w 1936 roku: Św. Wacław i Św. Wojciech, dar małżeństwa Wincentego i Karoliny Zalewskich dla uczczenia ich synów, Wacusia i Wojtusia, zmarłych w 1927 roku.